# Unión Ciclista Navarra
La Unión Ciclista Navarra és un club de ciclisme de Navarra (Espanya), fundat el 1924. És l'organitzador de les proves ciclistes principals de Navarra.

## Història
El club va ser fundat l'1 de maig de 1924, amb la finalitat de fomentar el ciclisme a Navarra, en vista de la grata impressió que va deixar entre els esportistes una carrera organitzada pel "Lagun Artea", que va ser el primer Circuit de Pamplona. Amb el pas del temps ha esdevingut el club més important de la història del ciclisme navarrès. En el moment de la seva fundació, s'hi van inscriure més de trenta socis. El seu primer president va ser Antonio Gárriz, que va tenir com a tresorer Víctor Pascual, un home que va ser clau en el ciclisme navarrès i va ser el propietari de l'Sporting Club Navarro. La seva primera seu va estar al Passeig de Sarasate de Pamplona. La primera carrera la va organitzar onze dies després de la seva fundació. La UCN cessa en la seva activitat a finals de 1925 per tornar, el 1933, de forma ininterrompuda fins a l'actualitat.